# 제트 (파라오)
제트는 이집트 제1왕조의 파라오이다. 호루스 이름은 제트("호루스 코브라")이다.
제르와 제트 사이에는 제르의 왕비인 메르네이트가 잠시 섭정한 흔적이 있고, 제르의 후임자인 덴이 어렸을 때도 섭정했을 가능성이 있다.
제트의 무덤은 아비도스에 있으며, 174기의 순장묘가 있다.

## 참고 문헌
- 피터 클레이턴(Peter Clayton) 저, 정영목 역, 《파라오의 역사》, 까치, 2004

| 전임 제르 | 고대 이집트의 파라오 ? | 후임 덴 |